# Архітектурно-технічний паспорт об'єкта архітектури
Архітекту́рно-техні́чний па́спорт об'є́кта архітекту́ри — документ, що складається на кожний завершений будівництвом об'єкт архітектури і до його прийняття в експлуатацію.
Архітектурно-технічний паспорт об'єкта архітектури складається генеральним проектувальником об'єкта архітектури за участю підрядника і затверджується органом містобудування та архітектури.
В архітектурно-технічному паспорті об'єкта архітектури містяться відомості про замовника, архітектора — автора проекту та інших розробників проекту, підрядника, місце і строк зберігання проектної документації, а також основні характеристики об'єкта архітектури та гарантійні зобов'язання виконавців проектних і будівельних робіт.
В архітектурно-технічному паспорті зазначаються особливі умови щодо експлуатації об'єкта архітектури, а також його окремі елементи (деталі фасадів, інтер'єри, благоустрій, наявність творів монументального і декоративного мистецтва тощо), які не підлягають змінам і без згоди архітектора — автора проекту і органу містобудування та архітектури, а за відсутності архітектора — автора проекту — органу містобудування та архітектури.
Слід зазначити, що з внесенням змін до статті 12 Закону України «Про архітектурну діяльність» та зі скасуванням Наказу Державного комітету будівництва, архітектури та житлової політики України від 09 вересня 1999 року № 220 «Про затвердження Положення про архітектурно-технічний паспорт об'єкта та його форму», даний термін виключено з вжитку в нормативно-правових актах.